# Kriegsgefangenenfriedhof Naujoji Vilnia

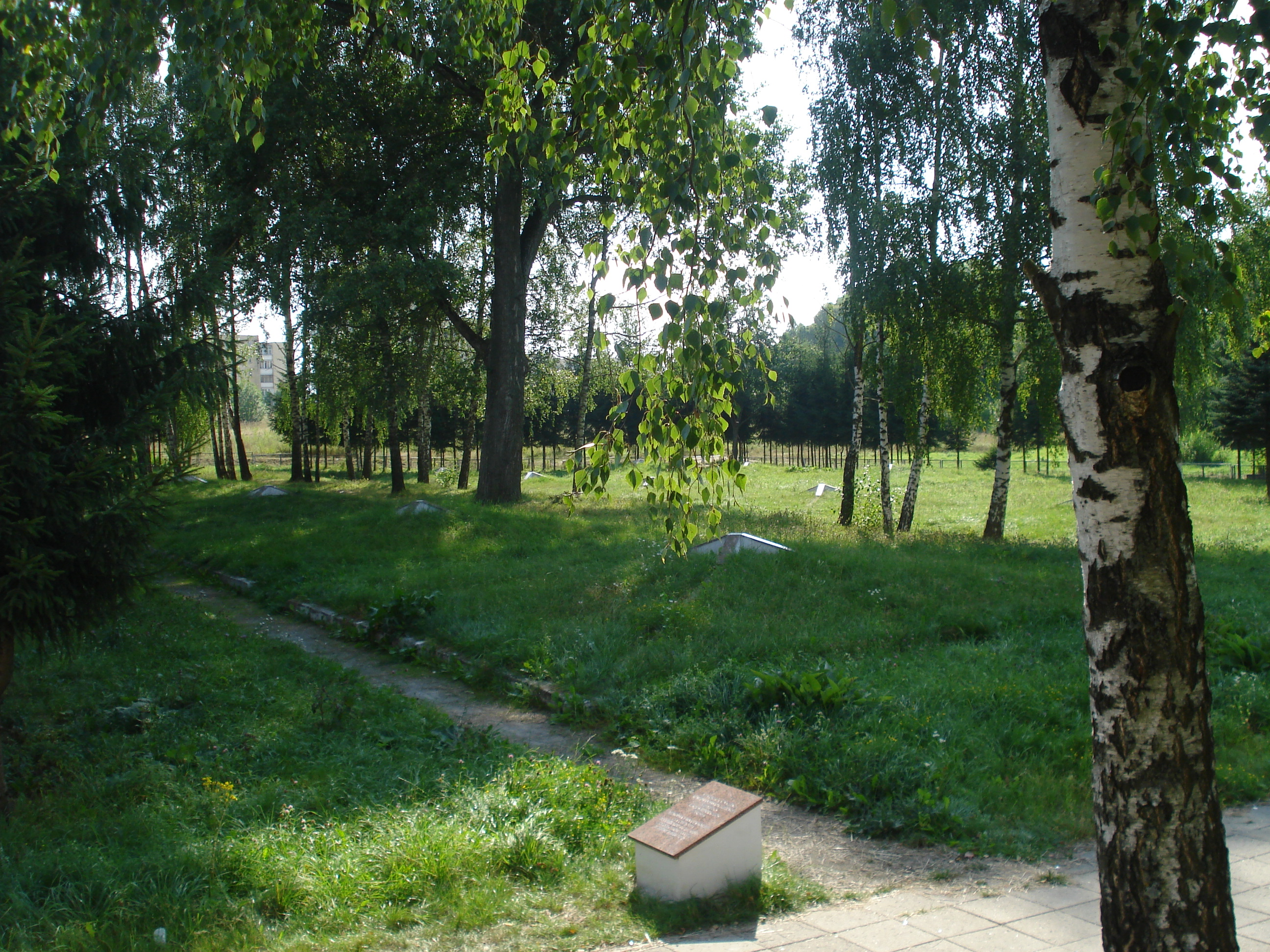
Friedhof

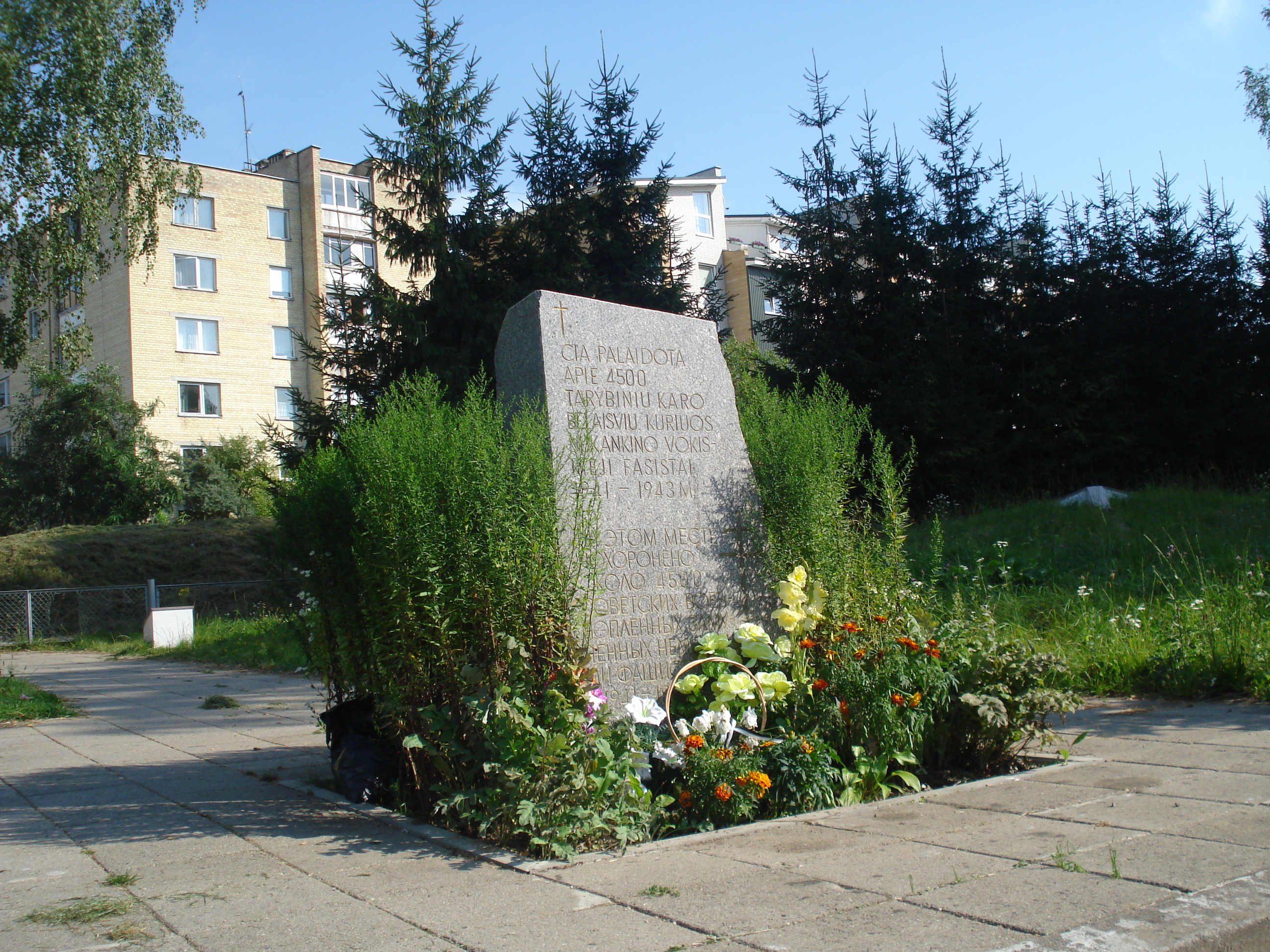
Denkmal

Der Kriegsgefangenenfriedhof Naujoji Vilnia ist ein Friedhof in der litauischen Hauptstadt Vilnius in der Parko-Straße des Stadtteils Naujoji Vilnia mit Gräbern sowjetischer Soldaten und Kriegsgefangener aus der Zeit von 1941 bis 1943. Er ist 7320 m² groß.
1941 bestand im Krankenhaus Naujoji Vilnia ein Kriegsgefangenenlager.  4.500 Leute starben hier.
2006 wurde der Friedhof von Russland restauriert.